# ایشتیریاکوو
ایشتیریاکوو (به لاتین: Ishtiryakovo) یک منطقهٔ مسکونی در روسیه است که در باشقیرستان واقع شده‌است.